# PD-1
PD-1 (programed cell death 1, CD279) je receptor na povrchu buněk, který řadí se mezi tzv. kontrolní body (checkpoints) imunitního systému.
Signalizace přes PD-1 je jedním z mechanismů indukce a udržení periferní tolerance. Má za následek zabránění proliferace a funkce efektorových T-lymfocytů kvůli indukci apoptózy T-buněk a zabránění apoptózy regulačních T-lymfocytů (Treg). Avšak signalizace přes tento receptor mohou zneužít nádorové buňky pro únik před imunitním systémem, což vede k toleranci nádoru. Terapeutické cílení této dráhy (inhibitory PD-1) mělo za následek zlepšení T-buněčné odpovědi proti virovým a nádorovým onemocněním.
U člověka je PD-1 kódován genem PDCD1, který se nachází na chromozomu 2 a obsahuje 5 exonů. Je exprimován zejména na aktivovaných T-lymfocytech, B-lymfocytech, NK buňkách, aktivovaných monocytech a dendritických buňkách. Funkce receptoru PD-1 je pravděpodobně nejdůležitější pro T-lymfocyty, u ostatních typů buněk není jeho funkce plně objasněna.
PD-1 není exprimován na klidových buňkách, po aktivaci byl detekován od 2 h (s maximem po asi 48 h), přičemž funkční efekty jsou pozorovány již po několika hodinách. Zvýšená aktivace PD-1 dráhy během chronických virových infekcí a nádorových onemocnění může u T-lymfocytů vést k tzv. "vyčerpanému" fenotypu. U vyčerpaných buněk je dramaticky zvýšena exprese PD-1 (a dalších inhibičních receptorů) a dochází ke ztrátě proliferační kapacity a efektorových funkcí (produkce cytokinů, cytotoxická odpověď).

## Struktura
Protein PD-1 je 288 aminokyselin dlouhý a řadí se do rodiny imunoglobulinových molekul CD28/CTLA-4/ICOS. Oproti ostatním členům této rodiny se PD-1 vyskytuje v monomerní formě. PD-1 se skládá z jedné N-koncové IgV domény, asi 20 aminokyselin dlouhého linkeru, transmembránové domény a C-koncové intracelulární domény. Tato intracelulární doména na rozdíl od ostatních členů CD28 rodiny neobsahuje SH2 a SH3 (nebo Grb2 u CD28) vazebné motivy. Zato je podobná proteinům rodiny CD33-Siglec, obsahuje 2 tyrozinové motivy – ITIM (immunoreceptor tyrosine-based inhibitory motif) a ITSM (immunoreceptor tyrosine-based switch motif). Mutační analýzou bylo zjištěno, že motiv ITIM (V ⁄ I ⁄ LxYxxL, sekvence VDYGEL) nemá na inhibiční funkci vliv, nicméně může sloužit jako vazebné místo pro fosfatázy obsahující SH2 domény. Naopak motiv ITSM (TxYxxL, sekvence TEYATI) je esenciální pro inhibiční funkci tohoto receptoru.

## Ligandy
Receptor PD-1 má dva ligandy, proteiny PD-L1 (jinak B7-H1, CD274) a PD-L2 (jinak B7-DC, CD273). Oba mají koinhibiční funkci. Patří do imunoglobulinové rodiny B7, jejich extracelulární části obsahují domény IgV a IgC.
Jejich exprese se výrazně liší. Exprese PD-L2 se omezuje zejména na profesionální antigen prezentující buňky (dendritické buňky a makrofágy) a též žírné buňky odvozené z kostní dřeně a periotneální B1 buňky.
PD-L1 je exprimován konstitutivně na T a B-lymfocytech, dendritických buňkách, makrofázích, mesenchymálních kmenových buňkách a žírných buňkách odvozených z kostní dřeně. Dále se nachází i na buňkách nepocházejících z hematopoetické řady – buňky pankreatu, plic, jater, endotelu, neuronech, keratinocytech atd., což může přispívat k ustanovení periferní tolerance. PD-L1 se vyskytuje na mnoha typech nádorů, kdy je jeho zvýšená exprese asociována s nepříznivou prognózou a zvýšenou invazivitou.
Exprese PD-L1 je indukována pomocí interferonů (IFN) typu I i typu II Promotor genu PD-L1 je regulován pomocí dvou vazebných míst pro transkripční faktor IRF-1. Exprese je též závislá na MyD88, TRAF6, MEK a JAK2, jejich inhibice snižovala produkci PD-L1. Dále je exprese indukována transkripčním faktorem STAT3, hyperaktivací PI3K/Akt dráhy (mutace fosfatázy PTEN) a hypoxií (faktor HIF-1α (hypoxia induced factor), přímá vazba na promotor).
Zpětná signalizace přes PD-L1 slouží jako signál přežití. Redukuje cytotoxicitu zprostředkovanou IFN typu I díky inhibici fosforylace proteinu STAT3. Intracelulární část PD-L1 obsahuje 3 nekonvenční signalizační motivy ("RMLDVEKC”, “DTSSK” a “QFEET”). Motiv "RMLDVEKC” je zodpovědný za inhibici interferonové signalizace, “DTSSK” slouží jako jeho negativní regulátor.

## Funkce
Hlavní funkcí receptoru PD-1 je negativní regulace imunitní odpovědi. Na rozdíl od ostatních členů rodiny CD28 přenáší signál jedině když je zároveň propojen s T-buněčným (TCR) nebo B-buněčným receptorem. Po vazbě PD-1/PD-L1 dochází k fosforylaci ITIM a ITSM motivů (pomocí kinázy Lck), což umožní navázání fosfatáz SHP-1 a SHP-2, které defosforylují signální molekuly TCR (CD3 a Zap70), a též PKCtheta účastnící se následné signalizace. Rovněž dochází k defosforylaci kostimulačního receptoru CD28, což se jeví jako primární cíl inhibice, místo TCR komponent. Hlavní roli hraje pravděpodobně fosfatáza SHP-2.
PD1 signalizace inhibuje PI3K/Akt dráhu (aktivována CD28 signalizací) a MAP-kinázovou dráhu (Ras/MEK/Erk; inhibicí proteinu Ras). Hlavní důsledek inhibice těchto signálních drah je zastavení buněčného cyklu. Jednak dochází k utlumení exprese a degradaci Cdc25A, aktivační tyrozin fosfatázy pro cyklin-dependentní kinázy (Cdk). Dále se zvyšuje koncentrace inhibitorů Cdk, proteinů p27kip1 a p15INK4. Je snížena exprese podjednotky ubikvitin-ligázy SCFSkp2, která je normálně zodpovědná za degradaci p27kip1. Inhibicí Cdk nedochází k fosforylaci transkripčního faktoru Smad3 (mediátor signalizace z TGFβ receptoru), čímž dochází ke zvýšení jeho aktivity a blokaci progrese buněčného cyklu z G1 do S fáze (zvýšení exprese inhibitoru Cdk p15INK4).
Inhibice PI3K dráhy vede ke stimulaci apoptózy. Dochází ke snížení exprese inhibitoru apoptózy Bcl-xL, který je jinak exprimován při kostimulační signalizaci přes CD28. Blokování PI3K dráhy má dále za následek aktivaci (absenci inhibiční fosforylace) transkripčního faktoru FoxO1, což vede k zvýšení exprese PD-1 pozitivní zpětnou vazbou. Toto přispívá k vyčerpanému fenotypu T-buněk.
Sinalizace přes PD-1 má též vliv na buněčný metabolismus. Vede k inhibici glykolýzy a glutaminolýzy (metabolismus diferenciovaných efektorových buněk) a naopak ke zvýšení lipolýzy a oxidace mastných kyselin (typické pro paměťové a regulační T-lymfocyty).
Dráha přes PD-1/PD-L1 indukuje fenotyp Treg buněk. Působením SHP-1/2 fosfatáz dochází ke snížené aktivaci STAT proteinů, a tím ke zvýšené expresi transkripčního faktoru FOXP3. Dále jsou inhibovány transkripční faktory spojené s efektorovými funkcemi – GATA-3, Eomes, T-bet.

## Klinický význam

### Rakovina
PD-L1, ligand PD-1, je vysoce exprimován u několika typů rakoviny, a proto je role PD-1 v úniku rakoviny před imunitním systémem velmi důležitá. Pro léčbu rakoviny se vyvíjí monoklonální protilátky proti molekule PD-1, které stimulují imunitní systém. Mnoho nádorových buněk exprimuje PD-L1, imunosupresivní ligand PD-1. Inhibice interakce mezi PD-1 a PD-L1 může zvýšit T buněčnou odpověď a zprostředkovat tak protinádorovou odpověď.
Kombinace anti-PD-1 a anti-CTLA-4 protilátek se ukázala být efektivnější než léčba pouze jednou nebo druhou protilátkou. Terapie anti-CTLA-4 protilátkou vede k navýšení antigen specifické T buněčné imunitní reakce, zatímco pomocí terapie anti-PD-1 protilátkou se reaktivuje schopnost CD8+ T buněk lyzovat nádorové buňky.
V klinických studiích bylo prokázáno, že kombinovaná terapie je účinná při redukci velikosti nádorů u pacientů, kteří nereagují na jednotlivou blokaci inhibitorů, navzdory zvyšujícím se hladinám toxicity v důsledku léčby anti-CTLA4. Kombinace PD1 a CTLA4 indukovala až desetinásobně vyšší počet CD8+ T buněk, které aktivně infiltrují nádorovou tkáň.Autoři předpokládají, že vyšší hladiny infiltrace CD8 + T buněk byly způsobeny anti-CTLA-4 protilátkami, které inhibovaly konverzi CD4+ T buněk na regulační T buňky a dále snížily supresi regulačními T buňkami díky anti-PD-1 protilátkám. Tato kombinace způsobila silnější zánětlivou odpověď proti nádoru, která zmenšila velikost nádoru. V říjnu 2015 schválila FDA kombinovanou terapii anti-CTLA4 (ipilimumab) a anti-PD1 (nivolumab).
Potřebné molekulární faktory a receptory, které činí nádor reaktivní k anti-PD1, zůstávají neznámé. Exprese PD-L1 na povrchu rakovinných buněk hraje významnou roli. PD-L1 pozitivní nádory měly dvakrát větší pravděpodobnost odpovědi na kombinovanou léčbu. Nicméně pacienti s PD-L1 negativními nádory mají také určitou odezvu na anti-PD1, což dokazuje, že exprese PD-L1 není absolutní determinantou účinnosti terapie.
Vyšší mutační zátěž nádoru koreluje s větším účinkem léčby pomocí anti-PD-1. V klinických studiích měli pacienti, u kterých byla léčba anti-PD1 úspěšná, rakoviny jako je melanom, rakovina močového měchýře a rakovina žaludku, které měly vyšší průměr počtu mutací než pacienti, kteří nereagovali na léčbu. Korelace mezi vyšší mírou mutací nádoru a klinickou účinností imunitní blokády PD-1 je však stále nejistá.
Nobelovu cenu za medicínu za rok 2018 získal James P. Allison a Tasuku Honjo "Za objev rakovinové léčby inhibicí negativní imunitní regulace".